# 박정민 (성우)
박정민(1967년 7월 7일 ~ )은 대한민국의 성우이다. 1994년 KBS에 입사했으며, 현재는 KBS 24기이다. 한국방송 성우극회 소속.

## 주요 출연작품

### 라디오
- 소리로 보는 세상 진행
- 라디오 여행기 진행
- 원음방송 주말 트로트 생방송 박민의 가요세상
- 다큐멘터리 그때 그 사건 노태우, 허삼수
- 혁신의 승부사

### 광고
- 기아자동차
- 한국통신 (KT)

### 애니메이션
- 드래곤 볼 주제가 앨범 녹음
- 마스크 (SBS) 주제가 앨범 녹음
- 소년탐정 김전일 (VIDEO) - 배성각
- 레스톨 특수 구조대 (KBS) - 쉘 조종사

### 드라마, 영화 출연
- TV 문학관 / 냄새 (KBS)
- 야인시대 - 영등포 조직 천만호
- 쉬리 - 김동석 박사
- 드라마의 제왕 - 일본 야쿠자
- 돈을 갖고 튀어라 - 라라선샤인

### 영화
- 컷 런스 딥 (KBS) - 브루스(에릭 리)
- 아메리칸 스윗하트 (KBS) - 데이비스
- 굿 윌 헌팅 (KBS) - 잭
- 화성인 마틴 (KBS) - 펠릭스(셀리 맬릴)
- 엠파이어 레코드 (KBS) - 버코(코요테 쉬버스)
- 무서운 영화2 (KBS) - 토미 (제임스 드벨로)
- 7월 4일생 (KBS) - 의사(마커스 플래너건)
- 황비홍3 (KBS) - 무사2
- 딜리버리 (KBS) - 마크(조나단 하비)
- 언브레이커블 (KBS) - 경기장 경비원(안소니 보스코) / 만화책점 주인(보스틴 크리스토퍼)
- 멕시칸 (KBS) - 자동차 도둑(리처드 코카)
- 엑시덴탈 스파이 (KBS)
- 스튜어트 리틀 2 (KBS) - 주심(코난 맥카티)
- 7월의 축제 (KBS) - 빌리
- 성룡의 나이스 가이 (KBS)
- 마니 (KBS) - 아나운서
- 밀레니엄 캅 (KBS) - 경찰1
- 말뚝상사 빌코 (KBS)
- 걸 파이트 (KBS)
- 아웃랜드 (KBS) - 휴스 (앵거스 막클네스)
- 터미네이터 2 (KBS) - 정신병원 경비원(마크 크리스토퍼 로런스) / 운전수(J. 롭 조단)
- 미로 (KBS) - 뤼지
- 내 이름은 던스턴 (KBS) - 호텔 직원(대니 콤든)
- 스타쉽 트루퍼스 (KBS) - 군인(커널 오리시오)
- 에디 머피의 골든 차일드 (KBS)